# Love Songs (álbum de Bee Gees)
Love Songs es el tercer álbum compilatorio de los Bee Gees en cuatro años, aunque el primero en cubrir un estilo musical específico. Un álbum de canciones de amor propuesto alrededor de 1995, cuando los Bee Gees grabaron sus antiguos hits "Heartbreaker" y "Emotion", pero ese proyecto fue archivado y esas grabaciones no estuvieron disponibles hasta 2001. 
Siguiendo el éxito de la compilación de 2004 Number Ones , Universal una vez más intentó extraer el catálogo de los Bee Gees, esta vez enfocándose en sus baladas. Abarcando la carrera entera de la banda, Love Songs muestra muchos de sus grandes hits, pero además incluye canciones menos conocidas como "Secret Love" y "For Whom The Bell Tolls", ambas grandes hits en Europa. Además, incluye la versión en vivo de "Islands In The Stream", que muchos fanes la tienen como la mejor versión de los Bee Gees, comparada con la versión tecno interpretada por Robin Gibb en la compilación de 2001 Their Greatest Hits: The Record.
Las versiones de Estados Unidos y Reino Unido se diferencian ligeramente en la selección de canciones y tiempo de duración. Incluidas en la versión de Reino Unido estuvieron la canción de 1993 "Heart Like Mine" y una canción que los Hermanos Gibb escribieron para Ronan Keating en 1999 llamada "Lovers And Friends" en donde los Bee Gees cantan de fondo. Esto irritó a muchos fanes ya que esta no era una verdadera canción de Bee Gees en el sentido de que privaba a otras canciones clásicas de Bee Gees para ser parte del álbum. Otra anomalía fue la inclusión de hit de Robin Gibb "Juliet" de 1983, que fue un gran hit en muchos países, menos en Reino Unido y Estados Unidos.
Al mismo tiempo en que "Love Songs" fue lanzado, estaban en el mercado varias compilaciones de Bee Gees, así también como su catálogo entero, así que esto fue visto como algo redundante. En los Estados Unidos sí estuvo en las listas, pero solo estuvo en el puesto #166. En Reino Unido llegó al puesto #51. Su mayor éxito fue en Francia, donde fue Top 20 y llegó al puesto #18.

## Lista de canciones
EUA/Internacional
- To Love Somebody
- Words
- First of May
- Lonely Days
- How Can You Mend Broken Heart
- How Deep Is Your Love
- More Than A Woman
- (Our Love) Don't Throw It All Away
- Emotion
- Too Much Heaven
- Heartbreaker
- Islands In The Stream
- Juliet
- Secret Love
- For Whom The Bell Tolls
- Closer Than Close
- I Could Not Love You More
- Wedding Day

Reino Unido/Japón
- To Love Somebody
- Words
- First of May
- Lonely Days
- How Can You Mend Broken Heart
- How Deep Is Your Love
- More Than A Woman
- (Our Love) Don't Throw It All Away
- Emotion
- Too Much Heaven
- Heartbreaker
- Islands In The Stream
- Juliet
- Secret Love
- For Whom The Bell Tolls
- Heart Like Mine (bonus track)
- Closer Than Close
- I Could Not Love You More
- Wedding Day
- Lovers And Friends (bonus track)

- Datos: Q3282726